# Xã Reuben, Quận Harlan, Nebraska
Xã Reuben (tiếng Anh: Reuben Township) là một xã thuộc quận Harlan, tiểu bang Nebraska, Hoa Kỳ. Năm 2010, dân số của xã này là 61 người.